# Essentialia negotii
Essentialia negotii (lateinisch für „wesentliche Geschäftseigenschaften“) ist ein juristischer Fachbegriff für den notwendigen Mindestinhalt, den ein Vertrag eines bestimmten Typus haben muss und über den die Vertragsparteien sich einig sein müssen, damit dieser Vertrag überhaupt zustande kommt. Dabei handelt es sich um die Bestimmung der Vertragsparteien sowie die Leistung und gegebenenfalls die Gegenleistung. Die essentialia negotii stellen den vereinbarten Kern des Vertrages dar. Über Individualabreden und/oder vorformulierte Allgemeine Geschäftsbedingungen wird dann die gewünschte Ausgestaltung der Vereinbarung geregelt. Der Singular lautet im Nominativ „essentiale negotii“ (also nicht: „essentialium“).
Vertragsschluss und essentialia negotii sind im römischen Recht durch die Vertragsform des Konsensualkontrakts bekannt geworden. Konsensualkontrakte verlangten eine Willenseinigung (consensus) der Parteien, besonders bekannt ist die emptio venditio, mithin der Kauf, der die Doppelbezeichnung von „Kauf“ (emptio) und „Verkauf“ (venditio) aufgrund des synallagmatischen Gegenleistungsprinzips bereits in sich trug.

## Als Vertragsgrundsatz
Die essentialia negotii müssen bei einem Kaufvertrag z. B. bei § 433 BGB zumindest Informationen enthalten über 
- die Namen bzw. Pseudonyme der Vertragsparteien
- die Kaufsache
- den Preis

Beim Mietvertrag sollen sie Informationen enthalten über
- die Mietsache
- die Höhe der Miete
- oder beim (Geld-)Darlehen die Höhe des Geldbetrages

Möglich ist jedoch, dass eine konkrete Bestimmung – beispielsweise hinsichtlich der genauen Höhe des Kaufpreises, der Miete oder der Zinsen – erst später anhand von bereits vereinbarten Kriterien erfolgt.

## Abgrenzung
Im Gegensatz zu den essentialia negotii sind accidentalia negotii vertragliche Nebenpunkte (Zusatzvereinbarungen, Nebenabreden), die im Vertrag geregelt werden können, jedoch nicht zwingend erforderlich sind.

## Sonstiges
- Latein im Recht